# MaK 600 C és 650 C
A MaK 600 C háromtengelyes dízel-hidraulikus tolatómozdony-sorozat, melyet a Maschinenbau Kiel (MaK) gyártott 1960 és 1961 között, összesen 7 példányban. A típust az acélművek szűkös körülményeihez terveztek, így annak befoglaló méretei, tengelytávja és a legkisebb bejárható pályaívsugara kicsi, valamint a vezetőfülke jó kilátást biztosít minden irányba, melyet a két géptér szokatlanul nagy lejtésével értek el. A sorozat a „Hüttenloks” (kohászati mozdonyok) becenevet kapta, főbb alkatrészei a MaK első generációs típusprogramjával megegyezőek. MaK 650 C típusjelöléssel kettő példány 650 metrikus lóerő (478 kW) névleges teljesítményű mozdonyt is gyártottak, ezek minden egyéb tekintetben megegyeznek a kisebb teljesítményű változattal.
A hét legyártott 600 C-ből hat a Dortmunder Hafen und Eisenbahn, egy pedig a sulzbach-rosenbergi Maximilianshütte acélmű megrendelésére készült. A kettő legyártott 650 C közül az egyik a bomlitzi székhelyű Wolff Walsrodéhoz került, a másik példányt kezdetben a MaK belső használatra tartotta meg, utána bérmozdonyként üzemeltette, majd 1963-ban ez is a Maximilianshüttéhez került. Később a Dortmunder Hafen und Eisenbahn több 600 C mozdonya is a Maximilianshüttéhez került.
Egy 600 C még a 2020-as években is üzemben van Olaszországban, míg az egyik 650 C a hildesheimi múzeumvasúton, a másik pedig egy magánvasúton teljesít szolgálatot. Öt 600 C-t selejteztek, illetve az első legyártott példány holléte is ismeretlen.

## Üzemeltetők
| MaK 600 C-mozdonyok listája |             |                                      |                                                                   | |
| Gyártási szám               | Gyártás éve | Első üzemeltető                      | Legutóbbi üzemeltető                                              | Megjegyzés |
| 600337                      | 1960        | Dortmunder Hafen und Eisenbahn „D 3“ | Eisenwerk Maximilianshütte „5“                                    | 1998. október 29-én forgócsaptörés miatt kivonták a forgalomból, utána alkatrészbányaként használták. Holléte ismeretlen |
| 600338                      | 1960        | Dortmunder Hafen und Eisenbahn „D 4“ | Servizi Ferroviari S.r.l. „K 163“                                 | A lonatói székhelyű Feralpi acélmű is használta. 2020. június 3-án ócskavasként feldarabolták |
| 600340                      | 1960        | Dortmunder Hafen und Eisenbahn „D 5“ | Moos Stahl AG „12“                                                | 1991-ben leselejtezték |
| 600341                      | 1961        | Eisenwerk Maximilianshütte „2“       | Eisenwerk Maximilianshütte „2“                                    | 2001 áprilisában leselejtezték |
| 600342                      | 1960        | Dortmunder Hafen und Eisenbahn „D 6“ | Servizi Ferroviari S.r.l. „K 026“                                 | 1981-ben Olaszországba került, ahol a Gleismac Italiana S.p.A., a Francesco Ventura S.r.l., az Impresa Costruzioni Tecniche Ferroviari és a Servizi Ferroviari S.r.l. is használta |
| 600343                      | 1961        | Dortmunder Hafen und Eisenbahn „D 7“ | Westfälische Lokomotivfabrik Karl Reuschling                      | 1980-ban a Maschinenbau Kiel visszavásárolta a moersi üzemének kiszolgálásához, 1981-ben az Industriebahn Nievenheim-Zonshoz, majd 1990-ben a Westfälische Lokomotivfabrik Karl Reuschlinghoz került. 1991-ben leselejtezték |
| 600344                      | 1961        | Dortmunder Hafen und Eisenbahn „D 8“ | Heidelberger Zement „D 03“                                        | 1980-ban a Maschinenbau Kiel visszavásárolta a moersi üzemének kiszolgálásához, majd 1981-ben a Heidelberger Zementhez került. 1988-ban leselejtezték |
| MaK 650 C-mozdonyok listája |             |                                      |                                                                   | |
| Gyártási szám               | Gyártás éve | Első üzemeltető                      | Legutóbbi üzemeltető                                              | Megjegyzés |
| 600339                      | 1962        | Maschinenbau Kiel                    | Förderverein des Oberpfälzer Industrie und Lokalbahn Museums e.V. | A Maschinenbau Kiel kezdetben bérmozdonyként használta, 1963-ban az Eisenwerk Maximilianshüttének adta bérbe, ami 1965-ben megvásárolta a mozdonyt. 2002 szeptemberében a hajtómű meghibásodása miatt kivonták a forgalomból, majd később eladták az IGEBA Ingenieurgesellschaft Bahnnak. A gép legutóbbi fővizsgája 2000-ben volt, 2002-es letétbe helyezése óta nem javították meg, 2023-ban az IGEBA üzemképtelen állapotban eladásra kínálta. 2024 októberében az OIL-M múzeumvasút megvásárolta. |
| 600345                      | 1962        | Wolff Walsrode „7“                   | Dampfzug-Betriebs-Gemeinschaft „V 60.01“                          | UIC-pályaszáma: 98 80 0265 001-4 D-DBG |

## Fordítás
- Ez a szócikk részben vagy egészben  a   MaK 600 C című német Wikipédia-szócikk ezen változatának fordításán alapul.  Az eredeti cikk szerkesztőit annak laptörténete sorolja fel. Ez a jelzés csupán a megfogalmazás eredetét és a szerzői jogokat jelzi, nem szolgál a cikkben szereplő információk forrásmegjelöléseként.